# Ligron

Ligron este o comună în departamentul Sarthe, Franța. În 2009 avea o populație de 479 de locuitori.